# Noyer du Brésil
Bertholletia excelsa
Espèce
Classification phylogénétique
Statut de conservation UICN

 VU A1acd+2cd : Vulnérable
Le Noyer du Brésil, Châtaignier du Brésil ou Noyer d’Amazonie (Bertholletia excelsa) est une espèce de plantes à fleurs, de la famille des Lecythidaceae. Il est disséminé dans les forêts tropicales chaudes et humides qui longent le fleuve Amazone et son affluant le rio Negro situées au Brésil. On le retrouve aussi en Bolivie, au Pérou, en Colombie et au Venezuela. C’est l'un des plus grands arbres de la forêt amazonienne et peut mesurer plus de 50 m de haut, d'où son surnom de roi de la forêt amazonienne. Il produit la noix du Brésil formée d’une coque épaisse et dure d’une dizaine de centimètres de diamètre. Cette noix contient une vingtaine de graines protégées par un tégument lignifié. Cette graine, une amande blanche comestible, est particulièrement riche en lipide, en sélénium et zinc, ainsi qu'en fibres, phosphore, magnésium, fer et vitamine E.
De par son mode de reproduction peu efficace, le Noyer du Brésil ne supporte pas les modifications de son écosystème forestier. Au XIXe siècle, d’abord protégé par les Amérindiens qui consomment sa noix. Il est ensuite géré suivant un modèle d'exploitation de masse. Ce modèle extractiviste s’appuie sur des collecteurs qui doivent se rendre en famille, en forêt primaire, au moment de la récolte et des commerçants qui servent d’intermédiaires avec les maisons de commerce, qui elles, se chargent d'exporter les noix vers les États-Unis et l’Angleterre. Au XXe siècle, les stations de noyers du Brésil en forêt sont peu à peu privatisées au bénéfice d’un nombre restreint de grands propriétaires fonciers. Dans les années 1970, la politique conduit à préférer l’élevage et l’agriculture à l’extractivisme considéré alors comme arriéré. Entre 1970 et le début des années 2000, la production de noix d’Amazonie s’effondre au Brésil mais est compensée par l’augmentation de la production en Bolivie et au Pérou.
Jusque dans les années 1970, la noix du Brésil est le premier aliment globalisé ramassé directement en forêt dans des zones encore restées éloignées des communautés humaines.

## Dénominations
Son nom scientifique valide est Bertholletia excelsa Humb. & Bonpl. Son nom vulgaire scientifique recommandé ou typique en français est Noyer du Brésil. Longtemps, le Brésil a largement dominé la production mondiale, mais en raison du déboisement de l’Amazonie brésilienne, la production ne cesse de diminuer alors que celle de ses voisins, Bolivie et Pérou, augmente jusque vers les années 2003 où elle est finalement dépassée. Les producteurs boliviens réclament alors que la noix du Brésil soit appelée noix d’Amazonie afin de ne pas induire en erreur les acheteurs étrangers.
Les autres noms vernaculaires pouvant désigner éventuellement d'autres espèces sont Berthollétie, Bertholletia, Châtaignier du Brésil (d’après A. Bonpland son premier descripteur), noix du Brésil,,, Noyer d'Amazonie.

## Étymologie et histoire taxinomique

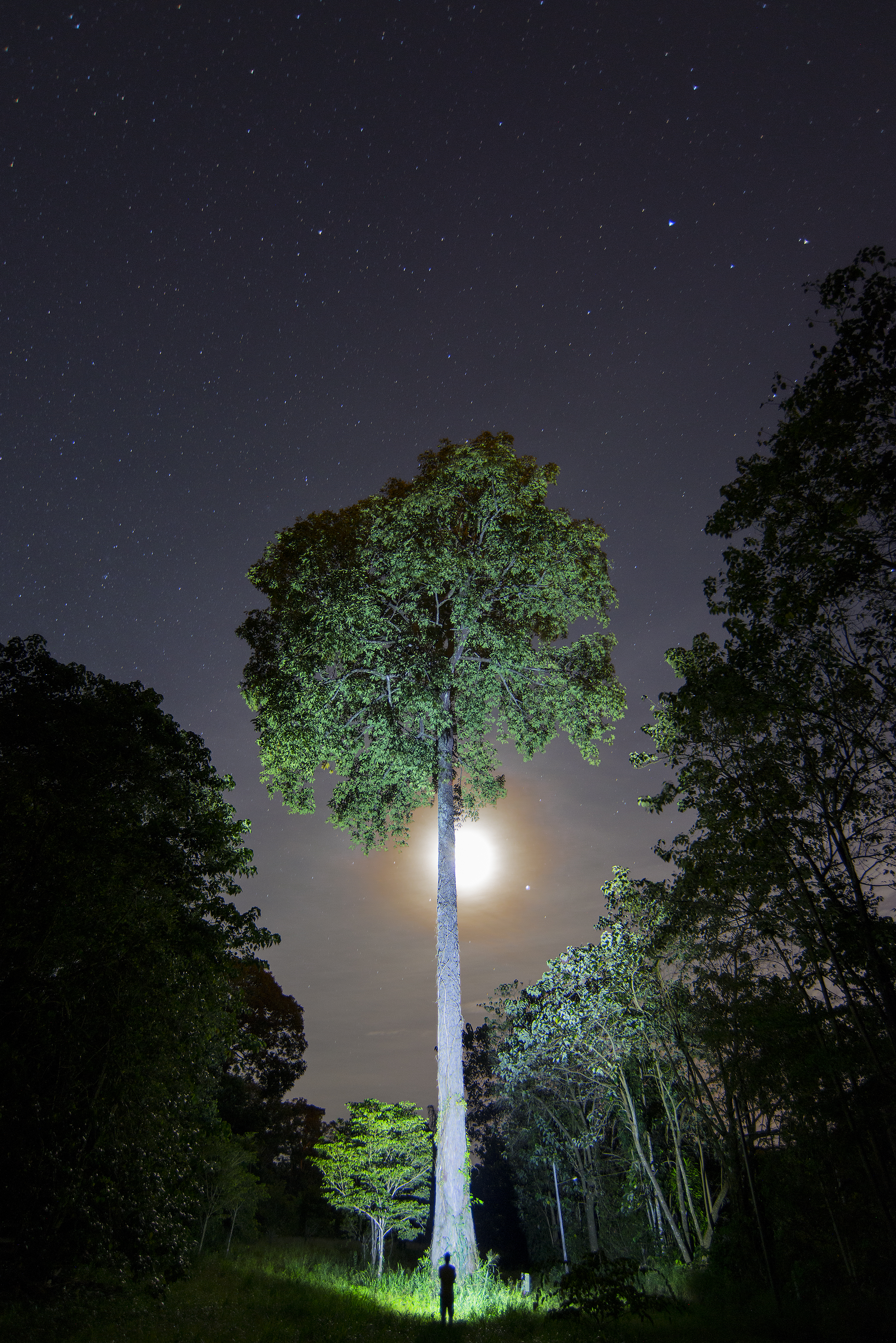
Noyer du Brésil, imposant et majestueux dans une clairière

L’arbre nommé Castanha-do-Brasil  (ou Castanha-do-Pará « châtaignier du Para ») par les Portugais reçut en 1807 le binom latin Bertholletia exelsa par les naturalistes Aimé Bonpland et Alexandre de Humboldt à leur retour de l’exploration scientifique du bassin de l’Orénoque et de l’Amazone (ainsi que des Andes, Cuba et les États-Unis) qu’ils menèrent ensemble entre 1799 et 1804.
Le genre a été nommé Bertholletia par Aimé Bonpland qui, dit-il, « le dédie à l’illustre Berthollet, à qui l'on doit tant de découvertes, et dont les travaux actuels promettent beaucoup à la physiologie et à la chimie des végétaux ». Les auteurs, n’ayant pas vu de fleurs, furent fort embarrassés pour le classer aussi bien dans le système sexuel de Linné que dans les familles naturelles de Jussieu. En 1822, le botaniste Poiteau, qui fut Directeur des Cultures aux habitations royales de la Guyane française de 1817 à 1822, créa la famille des Lécythidacées dans laquelle il le plaça.
L'épithète spécifique excelsa, qui signifie « haute » en latin, a été choisie en raison de sa taille imposante.

## Description

### Morphologie

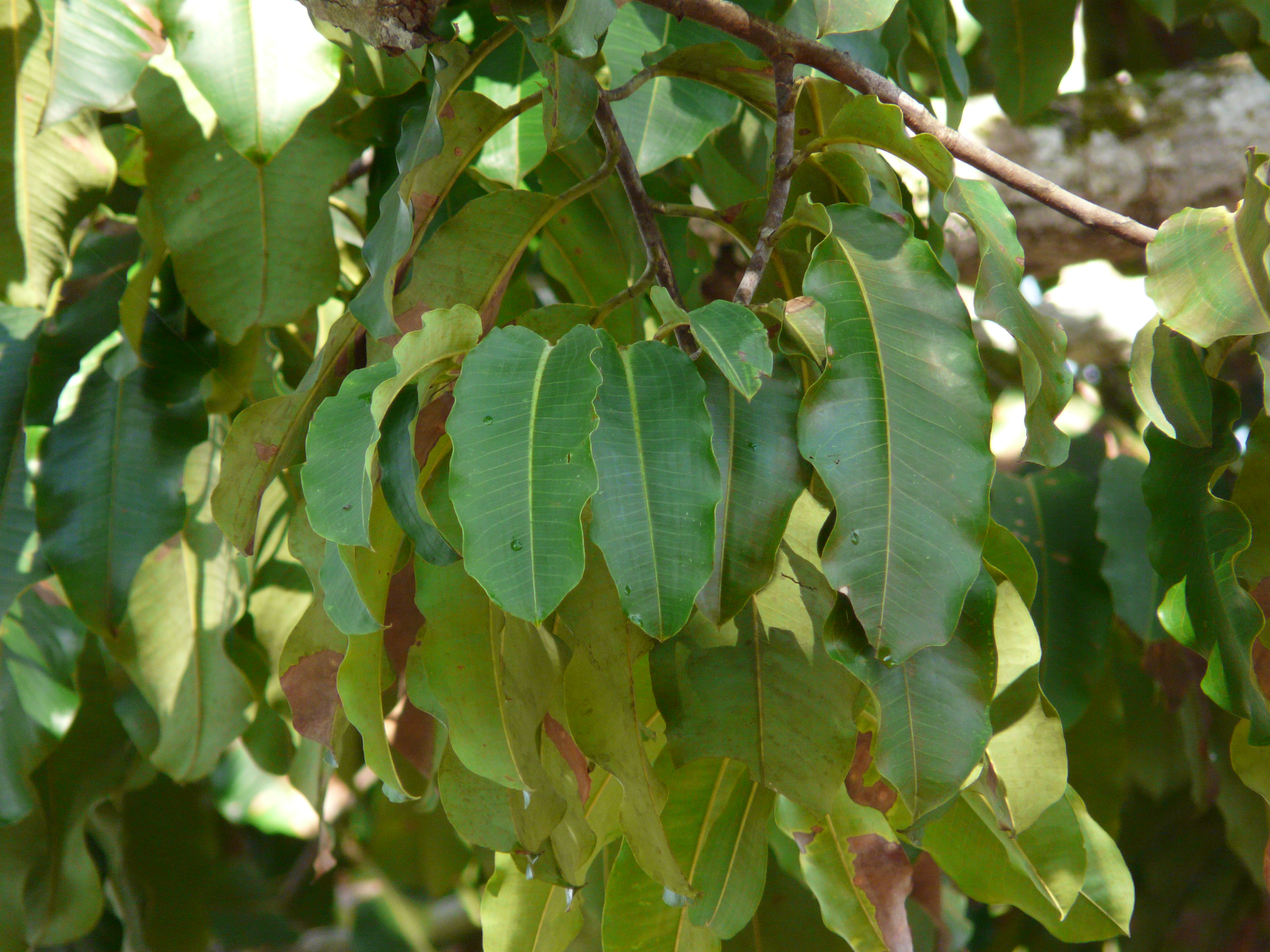
Feuillage de noyer du Brésil

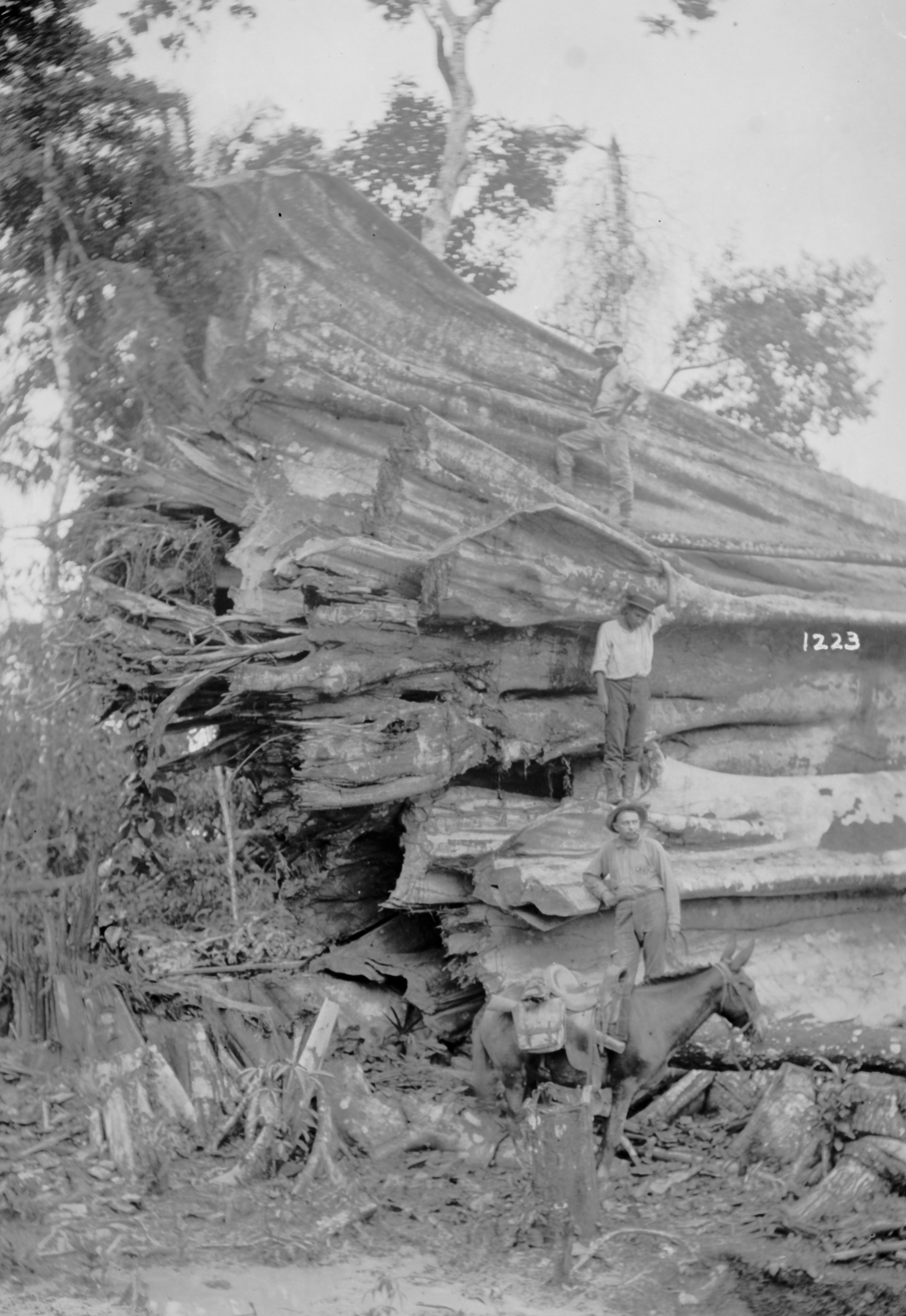
Noyer du Brésil abattu lors de l’ouverture de la voie de chemin de fer Madeira-Mamoré

Le Noyer d'Amazonie est tout à fait remarquable par sa taille tout d'abord (de 30 à 50 mètres de haut), mais aussi par sa forme caractéristique : grand tronc vigoureux, cylindrique, totalement dénudé, de 1 à 2 m de diamètre, sans contrefort, se terminant par une sorte de grande couronne émergente. Certains individus colossaux peuvent atteindre 60 m de haut et 16 m de circonférence. Son architecture est de type coloniaire.
Ses feuilles simples, alternes, coriaces, mesurent 20-35 cm sur 10-15 cm et sont de formes oblongues et ovales, à marge ondulée.

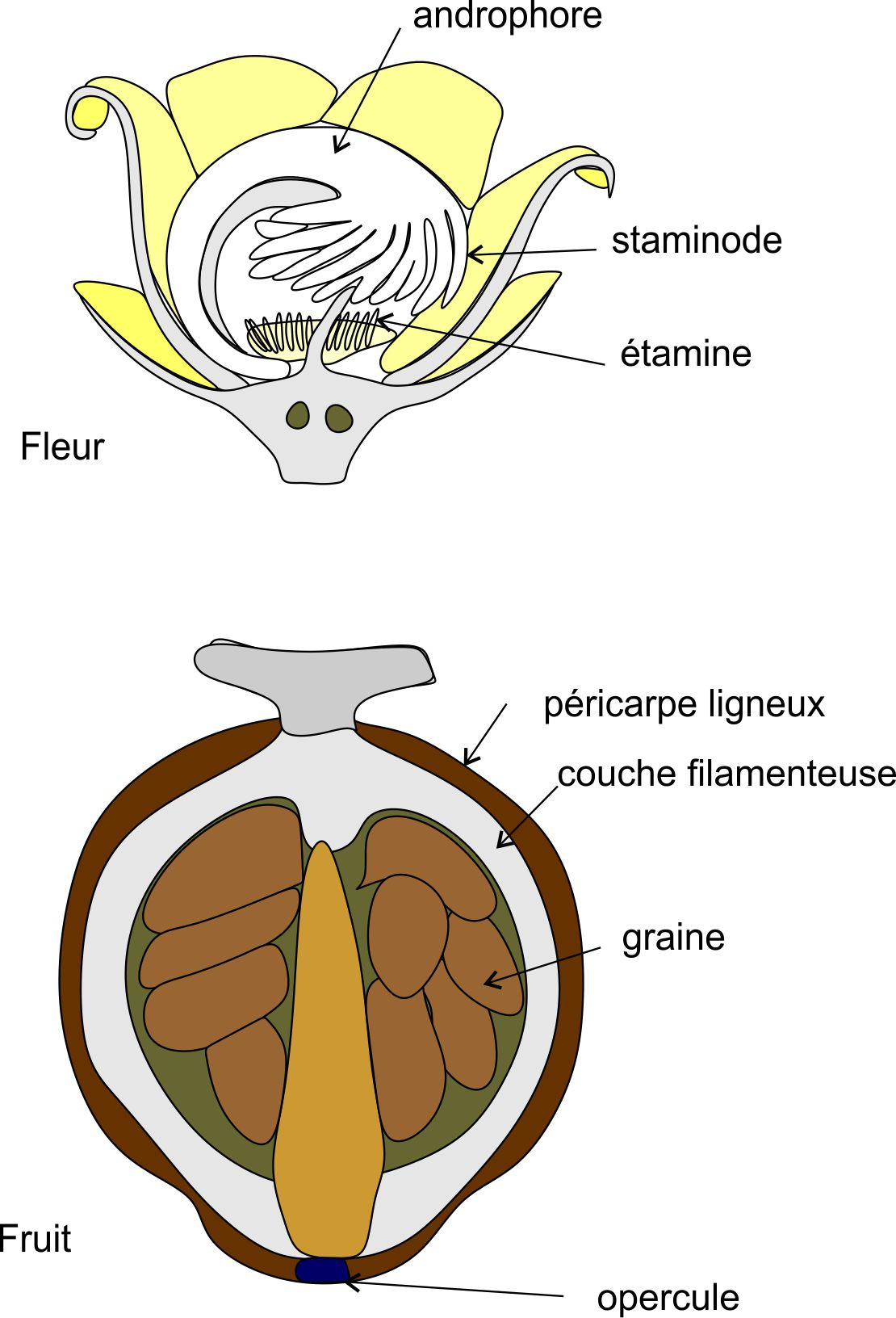
Coupe de la fleur et du fruit de Bertholletia excelsa (d'après Marc Gazel).

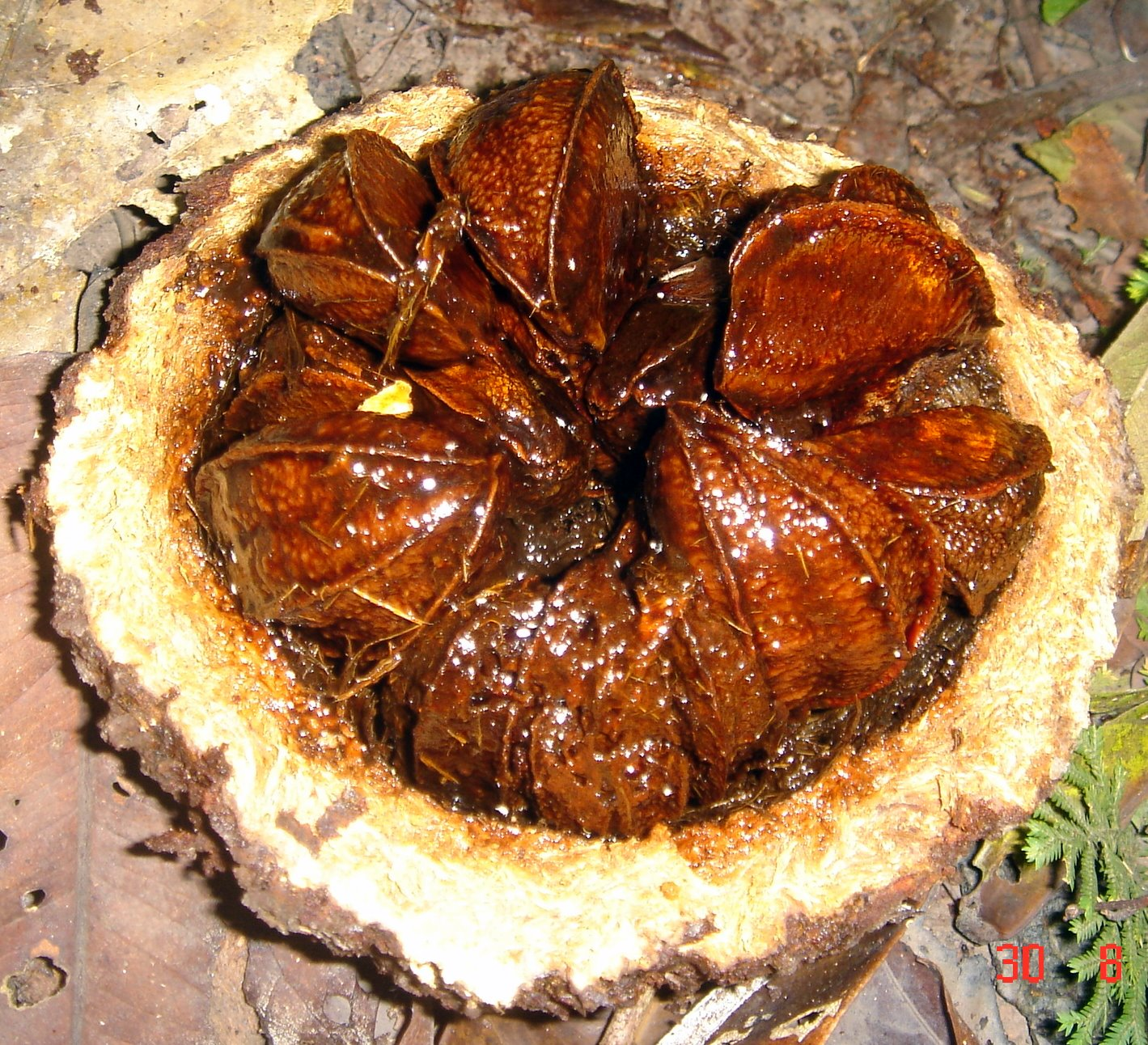
Coupe transversale du fruit, à paroi (péricarpe) épaisse et graines enfermées dans un tégument dur, roux brun.

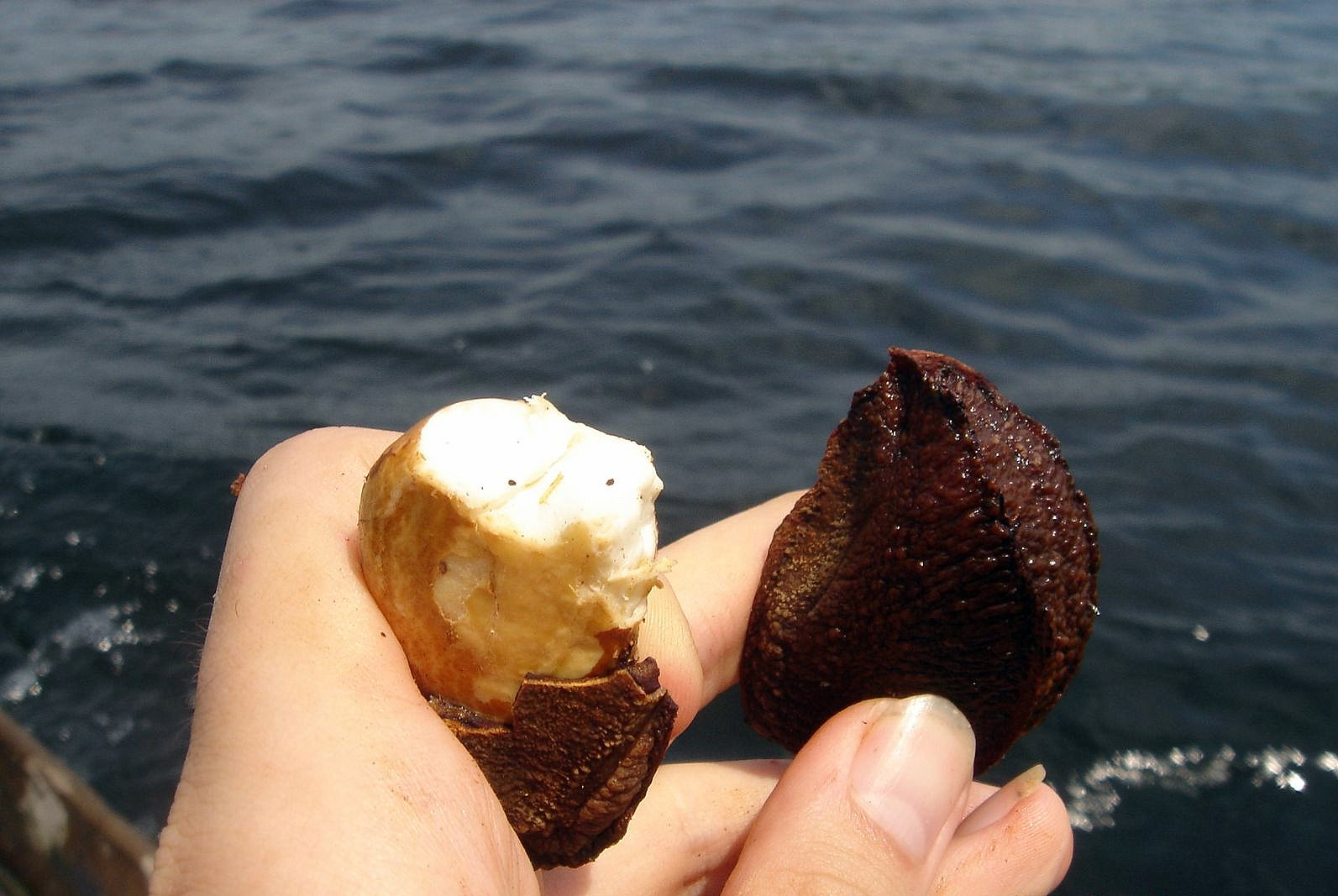
Graine fraîche non décortiquée et graine décortiquée (une partie du tégument solide a été cassé).

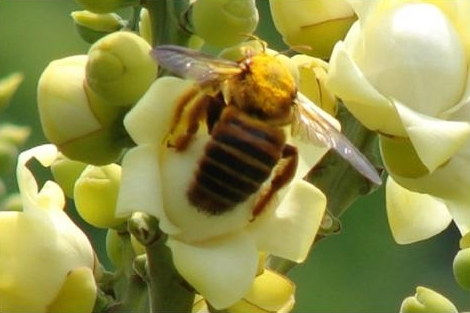
Abeille charpentière Xylocopa frontalis (mâle) collectant le nectar dans une fleur de Bertholletia excelsa.

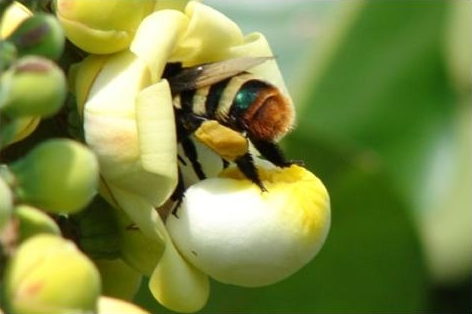
Eulaema meriana femelle repoussant la ligule pour collecter le pollen des étamines qu’elle transporte dans les corbeilles à pollen de ses pattes postérieures.

En haut de cet arbre poussent des inflorescences composées, d’environ 20 cm (en Guyane) et jusqu’à 45 cm dans l’État de Pará  (au Brésil), en panicules, portant de petites fleurs d’un blanc jaunâtre.
Chaque fleur hermaphrodite, à symétrie bilatérale (zygomorphes), possède un calice décidu, d’abord entier puis s’ouvrant en deux valves concaves, avec 2 à 3 lobes de 0,8-1,4 cm de long. La corolle odorante est formée de six pétales de 3 cm, d’une couleur allant du blanc au jaune canari et de nombreuses étamines fertiles et de staminodes, soudés à la base pour former un androphore en forme d’un large capuchon , rabattu sur le pistil et étroitement appliqué au sommet de l'ovaire. Le capuchon hémisphérique de l’androphore ne porte que des staminodes rabattus vers l’intérieur (appelées ligule) alors que sa base porte une centaine d’étamines fertiles, à filet blancs et anthère jaune. L’ovaire infère, possède 4 loges à 4 à 6 ovules, soit en moyenne 20 ovules. Seulement 0,28 à 0,40 % des fleurs produisent des fruits. 
La période principale de floraison se déroule d’août à novembre dans l’État de Pará, durant la saison sèche et la période fructification principale dure d’octobre à décembre.
Le fruit est une pyxide subglobuleuse à péricarpe ligneux, déhiscente par un petit opercule de 8 mm de diamètre. À maturité, l’opercule est entrainé à l’intérieur du fruit mais ne dégage pas une ouverture suffisante pour permettre la libération des graines.   
Les fruits se présentent comme des coques marron et dures, qui pour la majorité des cas (95 %) font de 9 à 11,5 cm de diamètre, avec une paroi de 1,2 à 1,5 cm d’épaisseur et pèsent moins de 800 g (d’après l’étude statistique de Müller et al., 1995). Toutefois, la classe des fruits les plus gros (de plus 1 400 g, représentant 1,25 % du total) pèsent en moyenne 1 508 g.
La coque est divisée intérieurement en 4 loges, qui renferment chacune plusieurs graines trigones aux arêtes vives, de 35 mm de long, de section triangulaire. Leur nombre au total varie de 18 et 23 selon la grosseur de la coque. Chaque graine est protégée par un tégument brun-noir, dur, ligneux et rugueux. L’amande est blanche, huileuse et un excellent comestible. Les cotylédons sont réduits à deux minuscules écailles.
Le Noyer du Brésil fait partie des arbres pouvant atteindre des âges considérables : jusqu'à un millénaire, dit-on.

### Pollinisation et fructification
Le Noyer du Brésil est une plante allogame où chaque fleur doit être fécondée par le pollen d’une autre fleur. La structure fermée de la fleur formée par les staminodes congruents (l’androphore) créé une chambre enfermant les étamines (mâles) et le stigmate (femelle), plus favorable à une autopollinisation qu’à une fécondation croisée pourtant absolument obligatoire.
Cette chambre peut cependant être visitée par des insectes pollinisateurs à condition d’être suffisamment vigoureux pour être capables de lever la ligule (le capuchon) et de s’introduire jusqu’aux organes reproducteurs pour collecter le nectar et le pollen. Les principaux visiteurs sont des abeilles et bourdons de la famille d’Apidae (Bombus brevivillus, B. transversalis, Eulaema cingulata, E. nigrita, Trigonia Hialinats etc. ainsi que des Xylocopa frontalis, Centris similis, Epicharis rustica, E. affinis etc.). Le visiteur le plus important dans la région de Manaus est l’abeille charpentière Xylocopa frontalis ; elle est la première à arriver sur les fleurs (à 5 h 15 du matin) pour collecter nectar et pollen. Elle se pose sur la ligule et pousse la tête à l’intérieur pour collecter le nectar à la base de la ligule. La seconde abeille la plus fréquente est Centris denudens qui entre dans la fleur immédiatement après l’avoir atteinte.
Les pollinisateurs qui rentrent en force sous la ligule pour collecter le nectar ou le pollen, ressortent le thorax couvert de pollen. En visitant une autre fleur, ils transmettent le pollen au stigmate récepteur d’une autre fleur (étude de Maués, 2002, effectuée dans l’État de Pará). Toutefois, bien que beaucoup d’espèces  visitent les fleurs du Noyer du Brésil, seulement quelques espèces d’abeilles pénètrent sous la ligule et permettent la pollinisation croisée.
Le cycle de développement des fruits se déroule sur une longue période de 14 mois, en moyenne. Les fruits arrivent à maturité sur l’arbre environ un an après la floraison, mais ils ne tombent au sol que 3 à 5 mois plus tard. Les graines germent dans le fruit tombé à terre : quelques plantules parviennent à sortir par l’ostiole (petite ouverture de l’opercule) et leurs racines se développent en même temps que le pourrissement du péricarpe. Les fruits peuvent également être rongés par les agoutis qui font de réserves de graines et aident ainsi à leur dissémination.
De par son mode de reproduction alambiqué, ayant besoin de pollinisateurs spéciaux et produisant un fruit doté d’une coque ligneuse très dure ne laissant pas sortir ses graines, le Noyer du Brésil ne supporte pas les modifications de son écosystème forestier
En moyenne, un arbre produit environ 150 kg de noix par an. Mais cela dépend évidemment de plusieurs facteurs, tels que le climat, l'âge de l'arbre, la grosseur des coques...

## Distribution

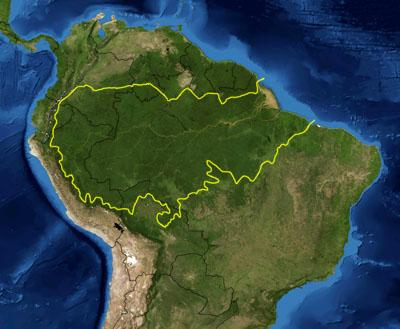
Le bassin de l’Amazone

L’aire naturelle du Bertholletia excelsa comprend tout le bassin amazonien, zone à cheval sur le Brésil, le Venezuela, la Colombie, le Pérou, la Bolivie et le sud de la région des Guyanes . Elle s’étend de la latitude 5° N dans le haut Orénoque (Venezuela) au 14° S dans Madre de Dios (au Pérou). En Guyane, on rencontre cette espèce dans le haut Oyapock et elle a été introduite depuis le XIXe siècle dans la zone côtière, en particulier dans l’île de Cayenne.
Le Noyer du Brésil pousse sur des sols argileux et sablo-argileux bien drainés en forêt de terre ferme.
Disséminés en forêt primaire sur terrain sain, les noyers du Brésil, se trouvent regroupés en agrégats ou « poches » d’une cinquantaine d’individus, distants les uns des autres de quelques centaines de mètres à quelques kilomètres. À l’exception du bassin du fleuve Juruá, toutes les zones de terres fermes du bassin amazonien semblent contenir ces agrégats.
L’étude de la diversité génétique par les marqueurs microsatellites et l’ADN des chloroplastes a mis en évidence une faible variabilité à grande échelle géographique, suggérant une irradiation rapide de l’espèce à partir d’une population d’une zone géographique limitée. Si la distribution des noyers du Brésil dépendait principalement de la dispersion à courte distance par les agoutis et quelques rares événements de dispersion à longue distance pour former de nouveaux agrégats, le processus aurait pris beaucoup de temps et aurait donné une structure génétique variée. Tout un faisceau d’observations suggèrent donc que l’homme est impliqué dans la dispersion du Noyer du Brésil.  C’est pourquoi ces agrégats façonnés d’une manière ou d’une autre par l’homme sont appelés castanhais « châtaigneraies » au Brésil et « noyeraies » en français.
Au Brésil à la fin du XXe siècle, le Noyer du Brésil a connu une diminution drastique due à une déforestation sévère. Dans les états de Pará  et du Rondônia, les arbres ont cédé la place au soja et aux cheptels mais comme il est interdit de les couper, les agriculteurs les ont laissé isolés au milieu des pâturages. Ils périclitent et souvent meurent  victimes de la foudre. En basse Amazonie, depuis 1984, la grande entreprise de cellulose de Monte Dourado sur le rio Jari qui est tenue aussi d’épargner les noyers du Brésil, lorsqu’elle effectue ses défrichements, laisse des agrégats très caractéristiques de noyers du Brésil au milieu de terrains défrichés. En 2018, l’État Acre (à l’extrême ouest du Brésil) est devenu le principal producteur suivi de près par les régions frontalières situées en Bolivie et au Pérou.

## Histoire de la gestion du Noyer d’Amazonie
Depuis le début de l'Holocène, la gestion du Noyer du Brésil a suivi l'histoire humaine et notamment celle, mouvementée, de l’entrée à marche forcée de l’Amazonie coloniale puis postcoloniales dans le marché global et la recherche continue de gains de productivité. Son aire de distribution actuelle semble être un héritage des amérindiens. Cette essence pionnière a une longue durée de vie. Ils sont issus de graines ayant germé dans un chablis naturel ou à la suite d'une ouverture faite par l'homme. 

### La cueillette pour les besoins locaux
La noix du Brésil a été consommée par les populations amérindiennes autochtones dès le Paléolithique, comme l’atteste l’exhumation de noix d’Amazonie carbonisées sur le site de Pedra Pintada (Amazonie centrale), occupé par des chasseurs-cueilleurs, il y a 11 000 ans. 

Des bosquets dominées par des noyers du Brésil ont été retrouvés près des terras pretas (terres noires d’origine anthropique) et de sites archéologiques. Même si les agoutis en dispersent des graines, le travail de terrain des chercheurs montre que les interventions humaines semblent être déterminantes pour l’établissement de nouveaux bosquets. Dans des réserves, ils ont observé les Amérindiens actuels dégager de jeunes plants de noyers d’Amazonie des herbes envahissantes et des lianes, pour leur éviter d’être étouffés et faciliter leur croissance.
Une étude dendrochronologique a montré comment les conditions de croissance ont varié depuis 400 ans en Amazonie centrale pour cette espèce (selon la variabilité climatique loco-régionale, et selon les contextes socio-politiques et économiques co-enregistrés par les archives historiques dans la région de Manaus depuis la mi-XVIIIe siècle. La période coloniale  a coïncidé avec un recul du recrutement de B. excelsa (évoquant une interruption de la gestion par les amérindiens autochtones dans le cadre de l'effondrement des sociétés précolombiennes. Les cernes des arbres conservent ensuite la mémoire d'une impulsion de recrutement puis de cycles sans précédent de relâchement et de suppression de la croissance correspondant à la "modernisation" de l'exploitation forestière au XXe siècle. 

### L’extractivisme ouvre les filières marchandes globales

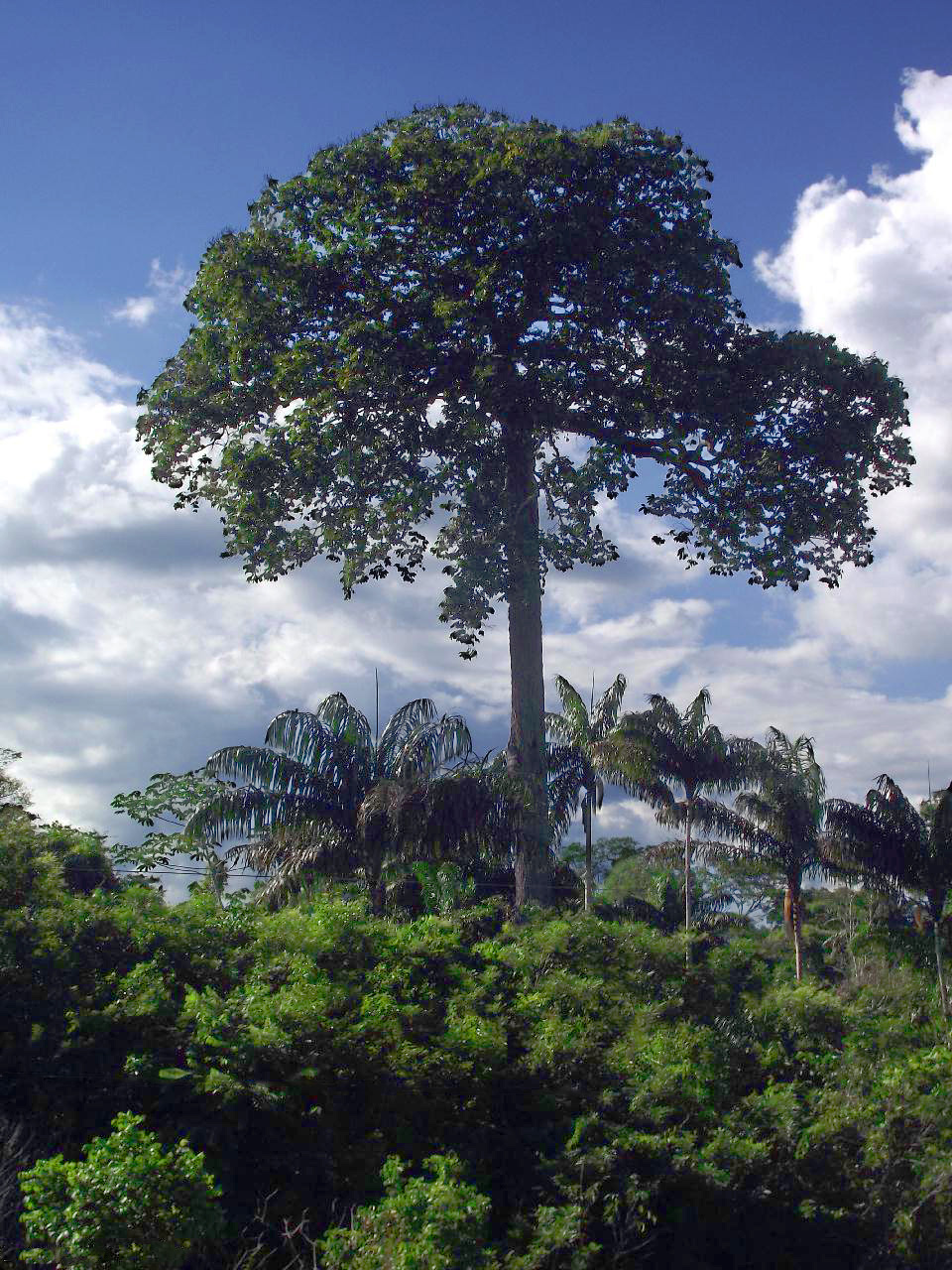
Noyer du Brésil (État de Pará), avec sa grande couronne émergente

De la période coloniale jusqu’au début du XXe siècle, la noix du Brésil entra dans des filières marchandes globales aux côtés du caoutchouc et du cacao. Mais alors qu’aujourd’hui ces deux derniers produits commercialisés à l’échelle planétaire sont issus de plantations situées en dehors de l’Amazonie, la noix d’Amazonie continue à être extraite de la forêt amazonienne.
Le terme d’« extractivisme » végétal est utilisé pour désigner les systèmes d’exploitation des produits de la forêt destinés à être proposés sur un marché régional, national ou international. On l’oppose généralement au terme de « cueillette » qui est réservé dans ce contexte, aux activités dont les produits sont limités à la consommation familiale ou à un échange local.
Au cours de la période coloniale mercantile, de la conquête de l’Amérique jusqu’à la seconde moitié du XVIIIe siècle, la noix du Brésil n’a pas fait l’objet d’un commerce régulier. Les commerçants néerlandais commencent à emmener quelques chargements de noix du Brésil en Europe, au cours des XVIIe et XVIIIe siècles. Quand en 1808, s’ouvrent les ports amazoniens, commencent alors véritablement les premières expéditions vers l’Angleterre (en particulier Liverpool), les États-Unis (New York) et les Pays Bas (Amsterdam). L’Angleterre devint le premier partenaire commercial d’importation de la noix d’Amazonie et le restera jusqu’en 1930. Ce commerce international sera plus régulier après l’indépendance du Brésil en 1822 et plus intense à partir de l’introduction des moteurs à vapeur dès 1853. Paul le Cointe estime les exportations moyennes de noix du Brésil (les amandes non décortiquées) entre 1836 et 1850, à 31 000 hectolitres par an, soit environ 1 700 tonnes.
Toutefois à cette époque, la noix du Brésil est concurrencée par un autre produit extractiviste, rapportant beaucoup plus : le caoutchouc, tiré du latex de l’hévéa, qui était très demandé en Europe pour la fabrication des bottes et des pneus. La découverte de la vulcanisation et de la chambre à air (1850) donna lieu à la fièvre du caoutchouc qui connut son apogée entre 1879 et 1912 en Amazonie. L’offre de caoutchouc étant insuffisante, les Anglais réussissent à produire à Singapour de jeunes plants d’hévéa à partir de graines prises en Amazonie et à développer la monoculture de l’hévéa en Malaisie. Conformément à la loi des avantages comparatifs que Ricardo avait formulée en 1817, l’exploitation du caoutchouc en Amazonie tomba alors dans une profonde léthargie.  
La noix du Brésil prit alors la place de la gomme en tant que produit issu de l’extractivisme. Dans les années 1860, la noix du Brésil était principalement originaire du Bas-Tocantins, de l’estuaire du rio Madeira et globalement tout le Bas Amazone. On découvrit dans le sud-est du Pará d’immenses stocks de noyeraies qui fourniront le gros des noix d’Amazonie durant une partie du XXe siècle. La ville de Manaus, ruinée par le crash du caoutchouc, devint un centre d’exportation important de la noix du Brésil. Elle arrivait en tête des exportations de l’État de Para, avec 20 000 tonnes.
Au début, les collecteurs de noix n’opéraient qu'au voisinage immédiat des cours d’eau facilement navigables pour limiter le transport  de la récolte à dos d’homme en forêt. Abandonnant sa maison et ses plantations, le collecteur caboclo, parti en canot avec femmes et enfants, allait s’installer dans une cabane sur la rive aussi près que possible de la noyeraie. Les fruits (ouriços) tombés à terre sont ramassés et ouverts au sabre d’abatis pour en extraire les « châtaignes ». Le soir, elles sont transportées à la baraque dans des paniers ou des hottes (voir le récit vivant de Le Cointe p. 455).

### L'appropriation privée des noyeraies

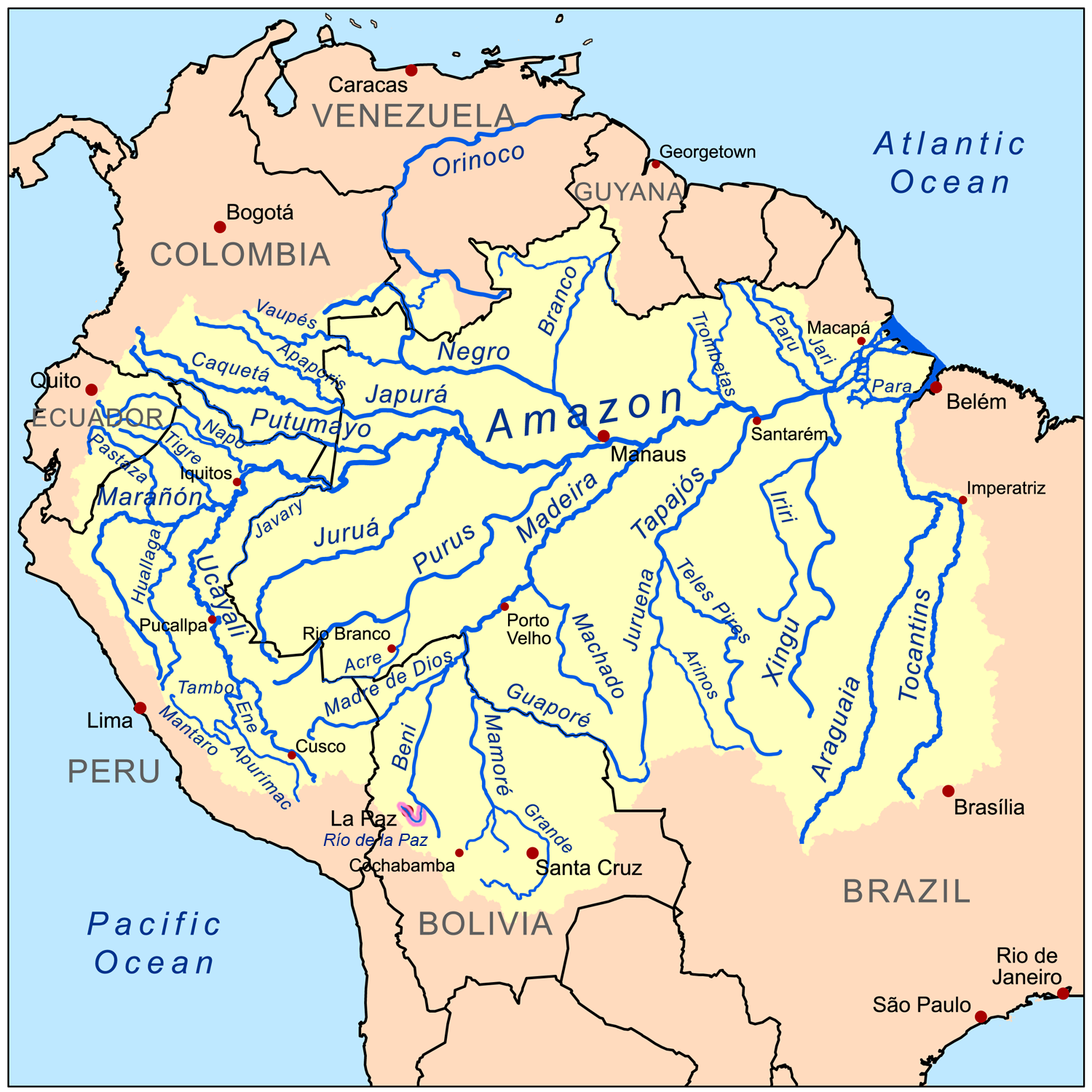
Le bassin de l’Amazone

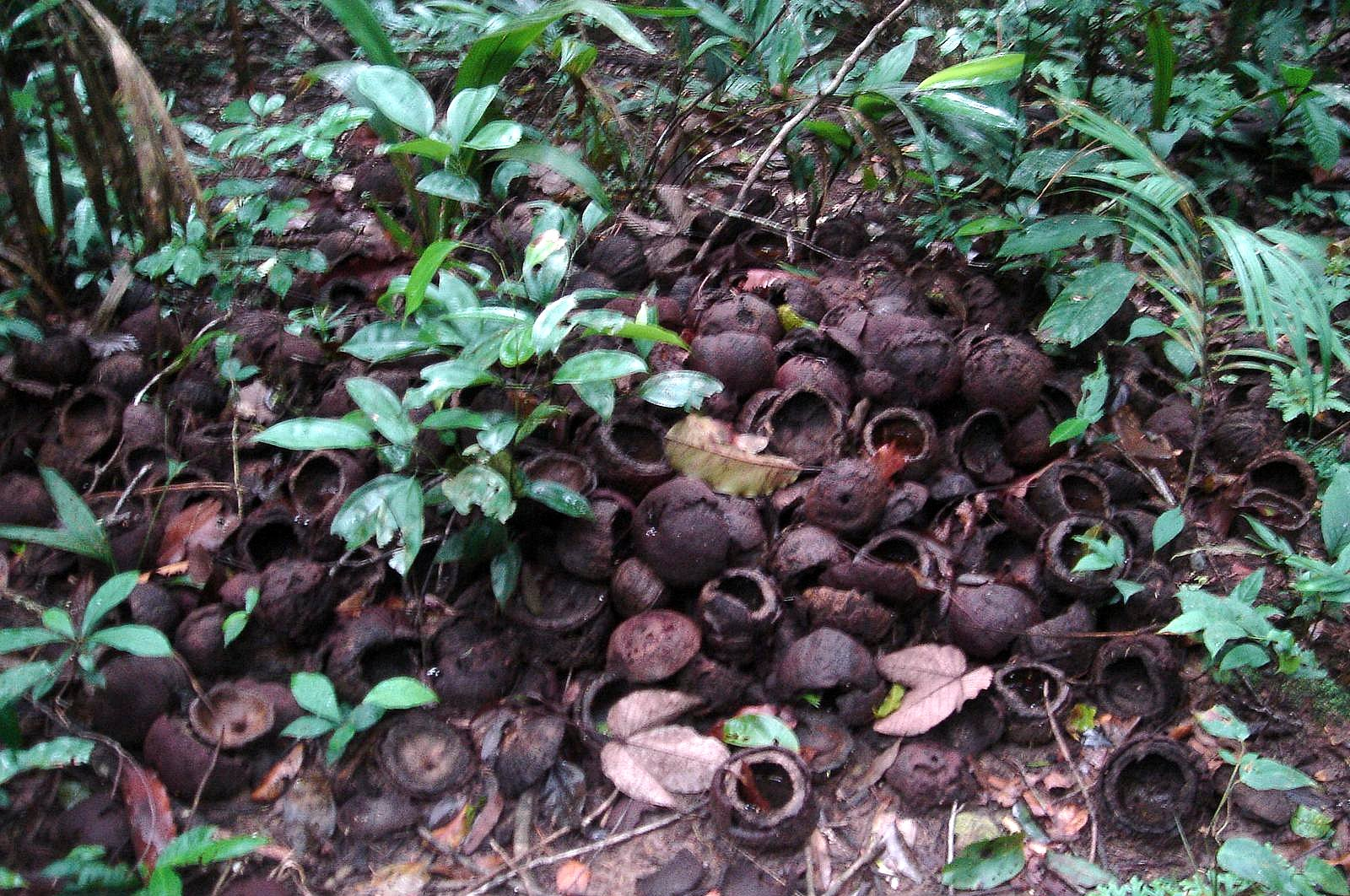
Coques du fruit laissées à terre par les collecteurs

Au XXe siècle s’ouvre une période d’appropriation privée des terres de noyeraies d’Amazonie et des moyens de production. Le gouvernement vendit les principaux castanhaes (noyeraies) d’accès facile à des particuliers qui les firent exploiter par du personnel à leur solde. Les simples « chercheurs de châtaignes » indépendants durent aller explorer plus loin en forêt des régions encore vierges.
D’autres moyens d’appropriation furent utilisés. Par exemple, le propriétaire terrien José Julio de Andrade dans la vallée du rio Jari (actuel Amapá) arrive à dominer par le moyen de titres de propriétés fantoches, une superficie estimée à 2 millions d’hectares en 1900. En s’appuyant sur des marchands-intermédiaires, il y fait extraire la noix du Brésil.
À cette époque, la Couronne d’Angleterre tente de transplanter les noyers du Brésil dans ses colonies d'Asie. Dès 1848, l'Anglais Robert Fortune avait été chargé de prélever secrètement des milliers de plants et graines de théiers en Chine pour les transplanter (avec succès) à Darjeeling, dans leurs colonies indiennes. Wickham avait de même envoyé  en 1876 des graines d’hévéa en Angleterre. Onze de celles-ci germèrent à Singapour, lançant la monoculture de l’hévéa en Malaisie, laquelle ruina le commerce brésilien du caoutchouc. Les Anglais tentèrent de réitérer ces procédures lucratives avec Bertholletia excelsa qu’ils transplantèrent à Ceylan (Sri Lanka actuel) en 1880, à Singapour en 1881 et à Kuala Lumpur. Après 33 ans, les arbres de Ceylan donnèrent 30 fruits. Les 23 arbres de Malaisie donnèrent au plus 200 kg de fruits, ce qui fut jugé insuffisant pour une exploitation commerciale à grande échelle. Les tentatives menées à Singapour et en Australie échouèrent aussi.
Le Brésil resta donc le seul producteur et exportateur de noix d’Amazonie au début du XXe siècle. Ce fut une époque où quelques familles s’approprièrent toute la filière de production et de commercialisation des noix d’Amazonie. Les familles les plus aisées devaient leur fortune à la maîtrise du commerce amazonien qui consistait à approvisionner les collecteurs de noix isolés en forêt et à écouler le produit de leur travail. Les collecteurs étaient prisonniers d’un système d’endettement (aviamento) systémique. « Qui ne lui vendait pas la noix d’Amazonie, ne pouvait louer la noyeraie à la prochaine récolte » disait-on de Deodoro de Mendoça qui s’était approprié 11 noyeraies.
Cette phase d’intensification du développement correspond aussi aux premières créations d’usines de lavage et de sélection des noix dans les villes.
Le schéma organisationnel de la filière de la noix du Brésil est semblable à celui du caoutchouc. Elle est faite d’une multitude d’organisations familiales alimentant une grande industrie par l’intermédiaire d’un réseau de commerçants-marchands (regatões-atravessadores), tenant en leur pouvoir les collecteurs par une série d’avances financières avec intérêt.

### La déforestation de l’Amazonie brésilienne
Le gouvernement autoritaire des années 1970 a défini des politiques de développement ayant conduit à une déforestation sauvage. L’ouverture de routes, l’installation de migrants, l’incitation à l’élevage dans la région précise des noiseraies du Tocantins frappèrent durement la production de noix du Brésil de cette région. De 1970 à 2003, la production totale de noix du Brésil s’effondra de 76 % (voir tableau section suivante). Pendant ce temps la Bolivie augmentait sa production de 183 % et le Pérou d’un peu plus.

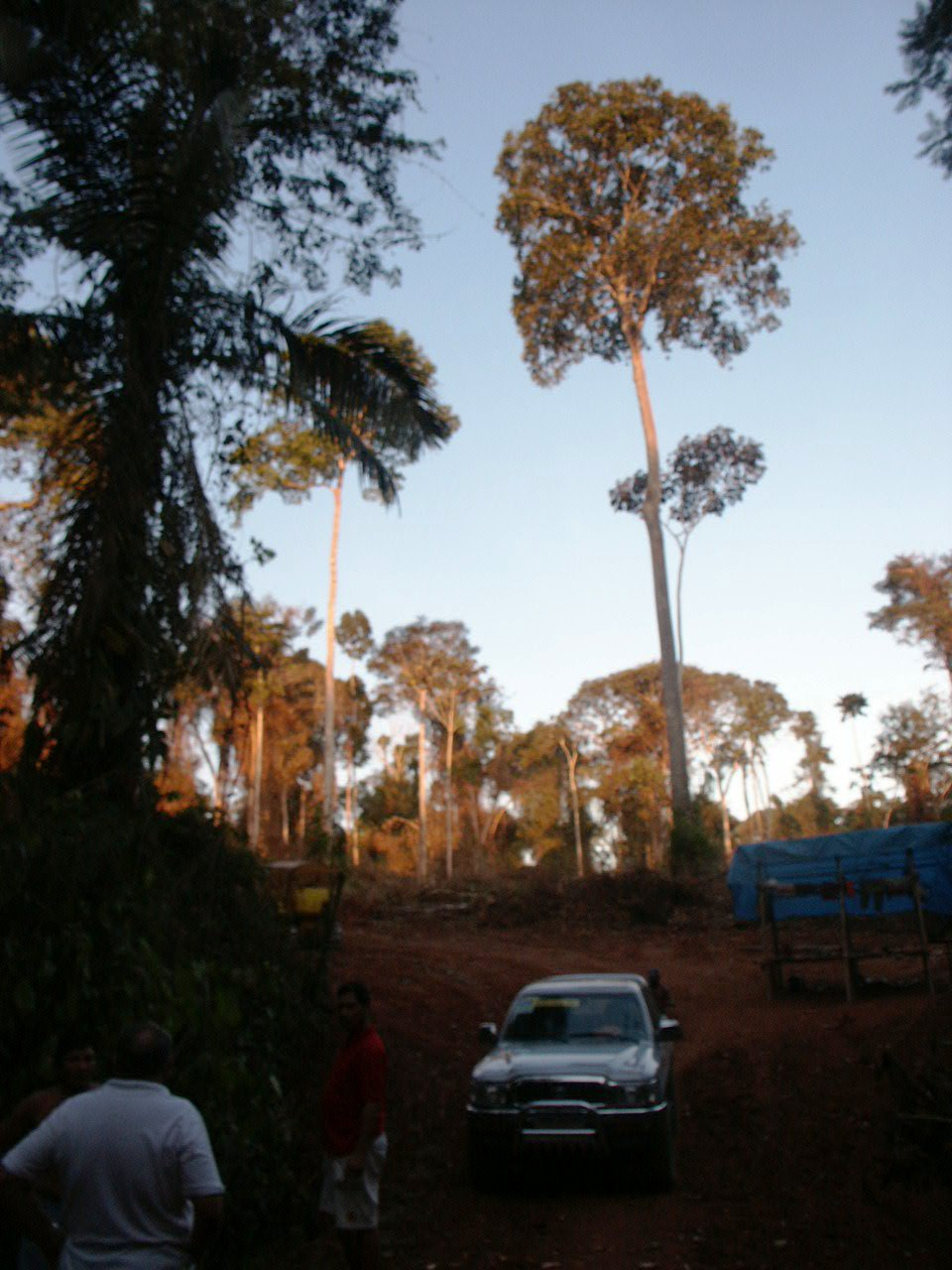
Noiseraie d’Amazonie près d'Oriximiná (État du Pará)

Dans la deuxième moitié du XXe siècle, les oligopoles de production-exportation mettent en place l’écossage de l’amande. Le gouvernement continue à concéder à une poignée de famille des noiseraies. En 1970, 80 % des concessions de noiseraies se trouvent concentrées entre la propriété de deux familles, les Mutran et Almeida.
Les années 1980, fut celle des grands projets de développement de l’élevage, de l’exploitation forestière, de l’extraction minière, de la construction de barrage hydroélectrique, de la construction de ligne de chemin de fer et de grands axes routiers. Ces projets d’aménagement du territoire eurent pour conséquence un effondrement de la production de noix du Brésil de 51 % entre 1970 et 1990 puis à nouveau de 51 % cette fois-ci en seulement treize ans (de 1990 à 2003), selon les statistiques de la FAO (voir le tableau de la section suivante).
De 1984 à 1997,  près de 70 % des noiseraies d’Amazonie disparaissent, malgré leur protection légale, par manque de compétitivité : il était plus lucratif de vendre des arbres, faire du charbon, faire des cultures agricoles ou de l’élevage. L’expression de « cimetière des noyers » vit le jour pour désigner ces zones aux souches d’arbres carbonisées qui jonchaient le sol, avec encore quelques noyers du Brésil restés sur pieds mais devenus improductifs. Car au milieu des pâturages, les groupements de noyers dépérissent (taux de mortalité des noyers de plus de 70 cm de diamètre : 23 % dans les pâturages selon l'ORSTOM alors qu'en forêt voisine, aucun arbre de même taille ne mourut dans la même période. Le piétinement des jeunes pousses par le bétail empêche en outre la régénération des peuplements. Toutes les études soulignent la vulnérabilité de cette espèce aux modifications de l’écosystème forestier.
À la fin du XXe siècle, la production de noix d’Amazonie de la Bolivie avait rattrapé celle du Brésil, avec des fluctuations saisonnières importantes des récoltes.
Au début des années 1980, commença un des rares exemples réussis écologiquement et viables économiquement de plantation de noyers d’Amazonie. Située à Itacoatiara (État de l'Amazonas), la Fazenda Aruanã comporte actuellement une plantation de 3 700 hectares, au milieu de la forêt primaire, indispensable à la pollinisation croisée des noyers,. Sur un million six cent mille noyers plantés depuis 30 ans, seuls 300 000 plants sélectionnés et greffés l’ont été pour récolter les noix, les autres sont destinés à produire du bois. Le modèle est rentable grâce à une certification biologique, permettant de vendre les noix plus cher dans les boutiques de produits biologiques du pays.
Depuis une vingtaine d’années, la demande de noix d’Amazonie augmente dans les pays occidentaux. En 2013, cinq pays représentent 95 % des parts de marché à l’exportation des noix d’Amazonie décortiquées : les États-Unis (32 %), l’Allemagne (25 %), le Royaume-Uni (22 %), les Pays-Bas (10 %) et l’Australie (6 %). Aux deux importateurs traditionnels de noix du Brésil, les États-Unis et le Royaume-Uni, sont venus se joindre les Pays-Bas, en tant que marchand international (trader) et l’Allemagne, comme consommateur final notamment au sein des marchés biologiques et équitables.

## Production
Selon FAOSTAT, la production de noix du Brésil non décortiquée (l’amande avec son tégument solide) dans le Brésil, la Bolivie et le Pérou se distribue ainsi depuis un demi-siècle :
| Rang | Pays            | 1970 (t) | 1990 (t) | 2003 (t) | 2016 (t) | 2017 (t) |
| ---- | --------------- | -------- | -------- | -------- | -------- | -------- |
| 1    | Brésil          | 104 487  | 51 195   | 24 894   | 42 335   | 32 942   |
| 2    | Bolivie         | 8 500    | 17 000   | 24 090   | 34 809   | 25 749   |
| 3    | Pérou           | 1 680    | 1 639    | 4 800    | 6 134    | 6 042    |
|      | Amérique du Sud | 114 667  | 69 834   | 53 784   | 83 278   | 64 733   |

Dans les années 1950, la production se situait autour de 25 000 tonnes puis elle monta régulièrement avec d’importantes fluctuations d’une année à l’autre. Elle passa par un pic d’extraction en 1970, avec 115 000 tonnes, suivi de creux d’environ 40 700 t en 1996 et 1998, selon FAOSTAT.
À la suite de la politique brésilienne de développement reléguant au second plan l’extractivisme, la production de noix du Brésil s’effondra de 76 % entre les années 1970 à 2003. Pendant ce temps, les forêts des régions du bassin amazonien se trouvant en Bolivie et Pérou, furent préservées et l’extraction de noix se développa régulièrement pour finalement dépasser leur grand voisin brésilien.